# Linea 3 (TRAM Metropolitano di Alicante)
La linea 3 della rete tranviaria di Alicante è una linea tranviaria che collega la città di Alicante con Playa de la Albufereta, Playa de San Juan, Playa de Muchavista  e El Campello dalla stazione  di Luceros, nel centro del capoluogo, fino alla stazione di El Campello lungo la costa settentrionale della provincia di Alicante.